# Madila
Madila is een Belgische stripreeks die begonnen is in 1988 met Chantal De Spiegeleer als schrijver en tekenaar.

## Albums
Alle albums zijn getekend en geschreven door Chantal De Spiegeleer en uitgegeven door Le Lombard.
1. Madila Bay
2. Ruby red
3. Octavia
4. Zelda en ik